# Feria de Madrid
Feria de Madrid (uprzednio Campo de las Naciones) – stacja metra w Madrycie, na linii 8. Znajduje się w dzielnicy Barajas, w Madrycie i zlokalizowana jest pomiędzy stacjami Mar de Cristal i Aeropuerto T1-T2-T3. Została otwarta 24 czerwca 1998.